# Soledad Luévano Cantú
María Soledad Luévano Cantú  (Zacatecas, Zacatecas; 26 de marzo de 1959) es una política mexicana, miembro del partido Movimiento Regeneración Nacional (Morena). Fue senadora por el estado de Zacatecas para el periodo de 2018 a 2024. Fue Diputada Local en Zacatecas. 
En 2016 fue candidata a la Alcaldía de la capital zacatecana, obteniendo el triunfo pero anulada en los tribunales.

## Reseña biográfica
Soledad Luévano es licenciada en Contaduría Pública. Inicialmente miembro del Partido Revolucionario Institucional, fue subsecretaria de Finanzas del comité estatal de 1987 a 1988. 
En 1998 a asumir la gubernatura de Zacatecas Ricardo Monreal Ávila, la nombró directora de Compras de la Oficialía Mayor del gobierno del estado, y a partir de 1999 y hasta el fin del gobierno de 2004, titular de la misma dependencia. De 2004 a 2006 se desempeñó como asistente en el Senado de la República.
De 2006 a 2010 fue directora de la Unidad de Patrimonio y Finanzas del Partido del Trabajo y de 2010 a 2013 directora de Prestaciones Económicas del Instituto de Seguridad y Servicios Sociales de los Trabajadores del Estado de Zacatecas.
En las elecciones de 2013 fue electa diputada plurinominal a la LXI Legislatura del Congreso de Zacatecas, y en las elecciones de 2016 fue candidata de Morena a presidenta municipal de Zacatecas, no logrando el triunfo.
En 2018 fue postulada y electa Senadora por el estado por la coalición Juntos Haremos Historia, correspondiendole ejercer su cargo de 2018 a 2024. Integrante del grupo legislativo de Morena, se desempeñó como presidanta de la comisión de Administración y del comité técnico del Fideicomiso de Inversión y Administración para Apoyar la Construcción y Equipamiento del Nuevo Recinto de la Cámara de Senadores; en adición es integrante de las comisiones de Anticorrupción, Transparencia y Participación Ciudadana; de Estudios Legislativos, Primera; de Puntos Constitucionales; de Relaciones Exteriores, Europa; y de Turismo.